# Ligia oceanica
Espèce
Synonymes
- Oniscus oceanicus Linnaeus, 1767
(protonyme)
- Oniscus assimilis Linnaeus, 1767
- Ligydia oceanica (Linnaeus, 1767)
- Ligia scopulorum Leach, 1810
- Ligia oniscoides Brébisson, 1825
- Ligia granulata Frey & Leuckart, 1847
- Ligia belgica Ritzema-Bos, 1874

La Ligie océanique (Ligia oceanica), aussi appelée ligie des rivages, cloporte de mer, pou des jetées ou pou de mer, est une espèce de crustacés isopodes de la famille des Ligiidae très commune sur les rivages atlantiques européens.

## Description
Cette espèce mesure jusqu'à 3 centimètres de long, ce qui en fait l'un des plus grands oniscides. Le corps, aplati, est un ovale deux fois plus long que large. Il peut être de couleur ocre, vert-olive jusqu'à gris sombre. L'animal a de grands yeux composés et deux longues antennes faisant les deux tiers de la longueur du corps,.

## Écologie et comportement

### Alimentation
Cette espèce est nocturne et omnivore, et se nourrit principalement de Fucus vésiculeux (Fucus vesiculosus) mais aussi de diatomées ou de débris végétaux ou animaux, de mousses.

### Reproduction
Cette espèce vit entre deux ans et demi et trois ans, ne se reproduisant généralement qu'une seule fois dans sa vie. La saison de reproduction a principalement lieu au printemps, mais les femelles gravides sont rencontrées toute l'année. Une ponte comprend environ 80 œufs.
Dans une population charentaise la période de reproduction est limitée de mars à août. Les juvéniles (pullus) naissent de juin à août. La durée de vie des animaux est de 1 an 1/2 à 2 ans, selon la période de naissance. Les femelles nées au début de la période de reproduction peuvent, au plus, se reproduire deux fois l'année suivante puis elles meurent. Les femelles nées en fin de période de reproduction pondent l'année suivante (deuxième année) puis quelques-unes d'entre elles pondent encore la troisième année et meurent, à l'âge de deux ans environ.

## Distribution et habitat
On rencontre cette espèce en Europe tout le long du littoral atlantique, depuis la Scandinavie jusqu'au Maroc, et en Amérique du Nord depuis le Canada à Cap Cod jusqu'aux côtes du Maine. Ligia oceanica pourrait également être présent en Méditerranée où il est concurrencé et remplacé par Ligia italica.
Cette ligie habite le haut des estrans rocheux et humides, elle est très commune et apprécie particulièrement les crevasses, autres anfractuosités et dessous de rochers. Présente à la fois en pleine terre et sur le littoral, la ligie océanique peut survivre au moins quelques jours dans l'eau.

## Taxinomie
Les noms suivants ont été utilisés pour décrire cette espèce :
- Oniscus oceanicus Linnaeus, 1767, le protonyme
- Oniscus assimilis Linnaeus, 1767
- Ligydia oceanica (Linnaeus, 1767)
- Ligia scopulorum Leach, 1810
- Ligia oniscoides Brébisson, 1825
- Ligia granulata Frey & Leuckart, 1847
- Ligia belgica Ritzema-Bos, 1874